# Masdevallia andresiana
Masdevallia andresiana là một loài thực vật có hoa trong họ Lan. Loài này được Luer & Maduro mô tả khoa học đầu tiên năm 2005.